# 가시돔과
가시돔과(Cirrhitidae)는 검정우럭목에 속하는 조기어류과의 하나이다. 농어목 농어아목 가시돔상과에 포함시켜 분류하기도 한다. 열대 해양 어류로 대서양 서부와 동부 그리고 인도-태평양의 산호초에서 발견된다. 양볼락과 물고기와 형태학상으로 많은 특징을 공유하고 있다. 무늬가시돔, 황붉돔 등을 포함하고 있다.

## 하위 속
| - Amblycirrhitus - Cirrhitichthys - Cirrhitops - Cirrhitus | - Cristacirrhitus - Cyprinocirrhites - Isocirrhitus - Itycirrhitus | - Neocirrhites - Notocirrhitus - Oxycirrhites - Paracirrhites |

## 사진

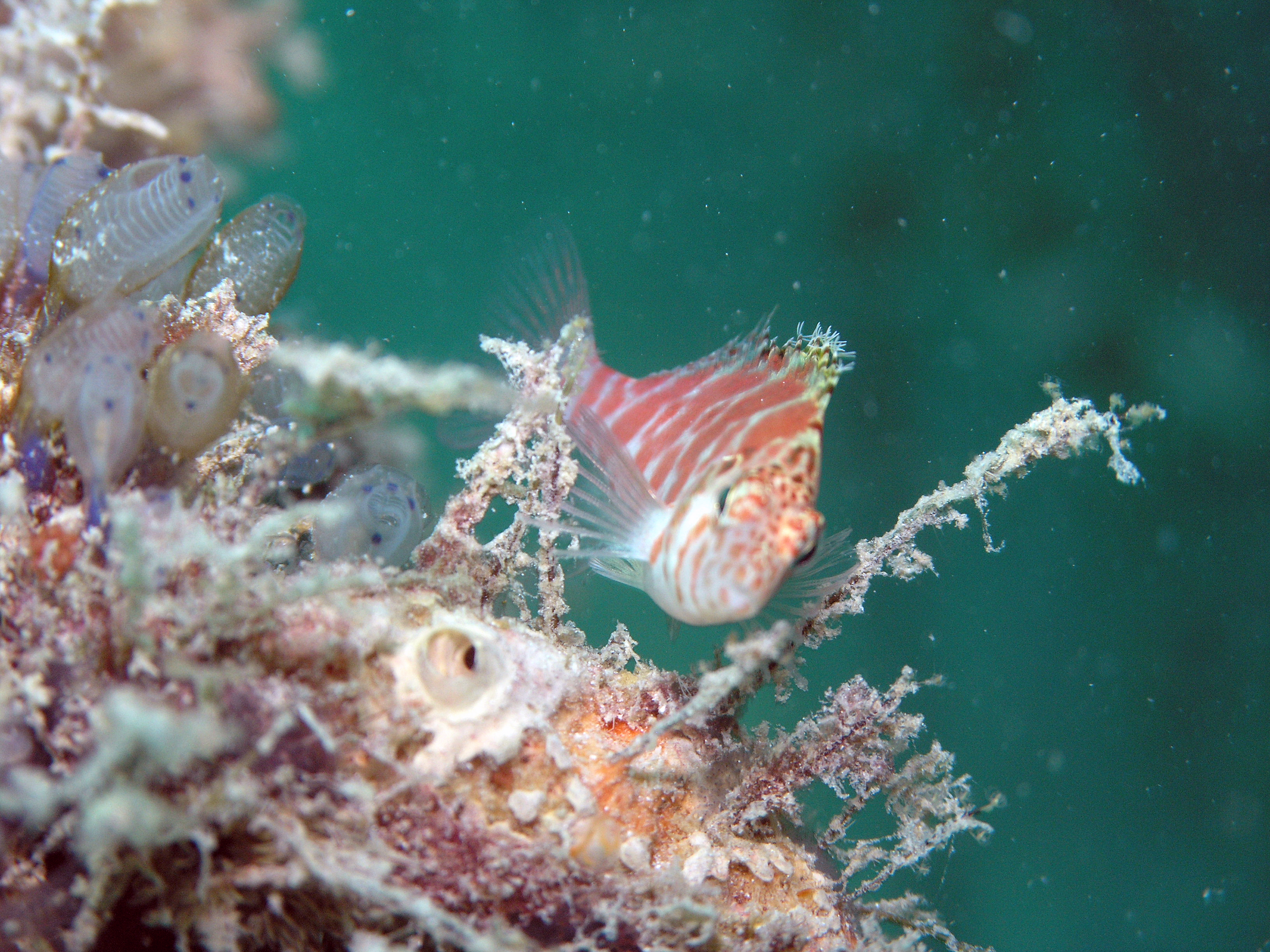
Cirrhitichthys falco, 말레이시아 시피단
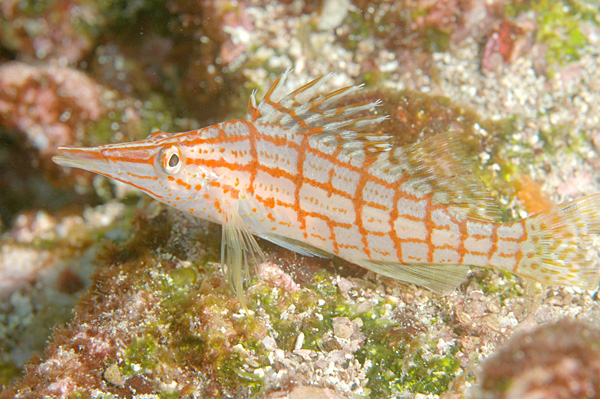
Oxycirrhites typus, 갈라파고스 제도
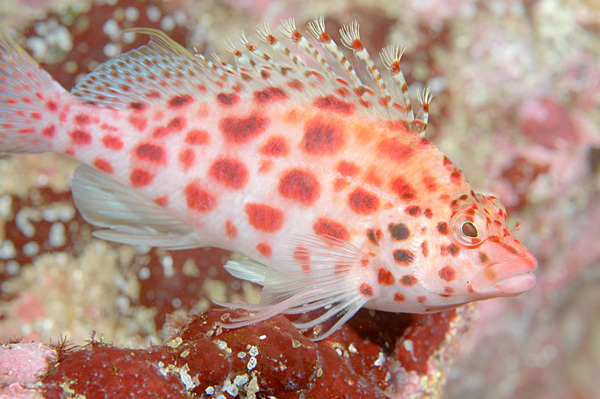
Cirrhitichthys oxycephalus, 갈라파고스 제도
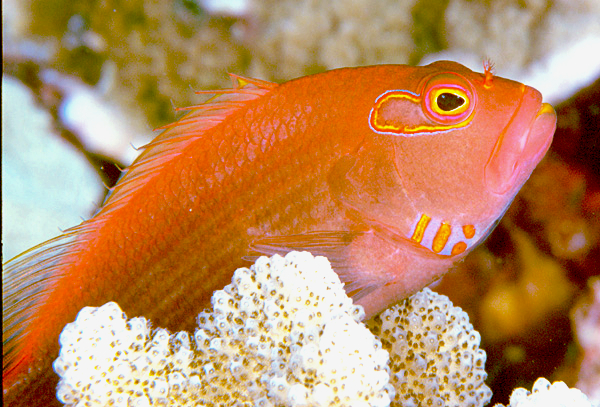
Paracirrhites arcatus, 하와이 코나
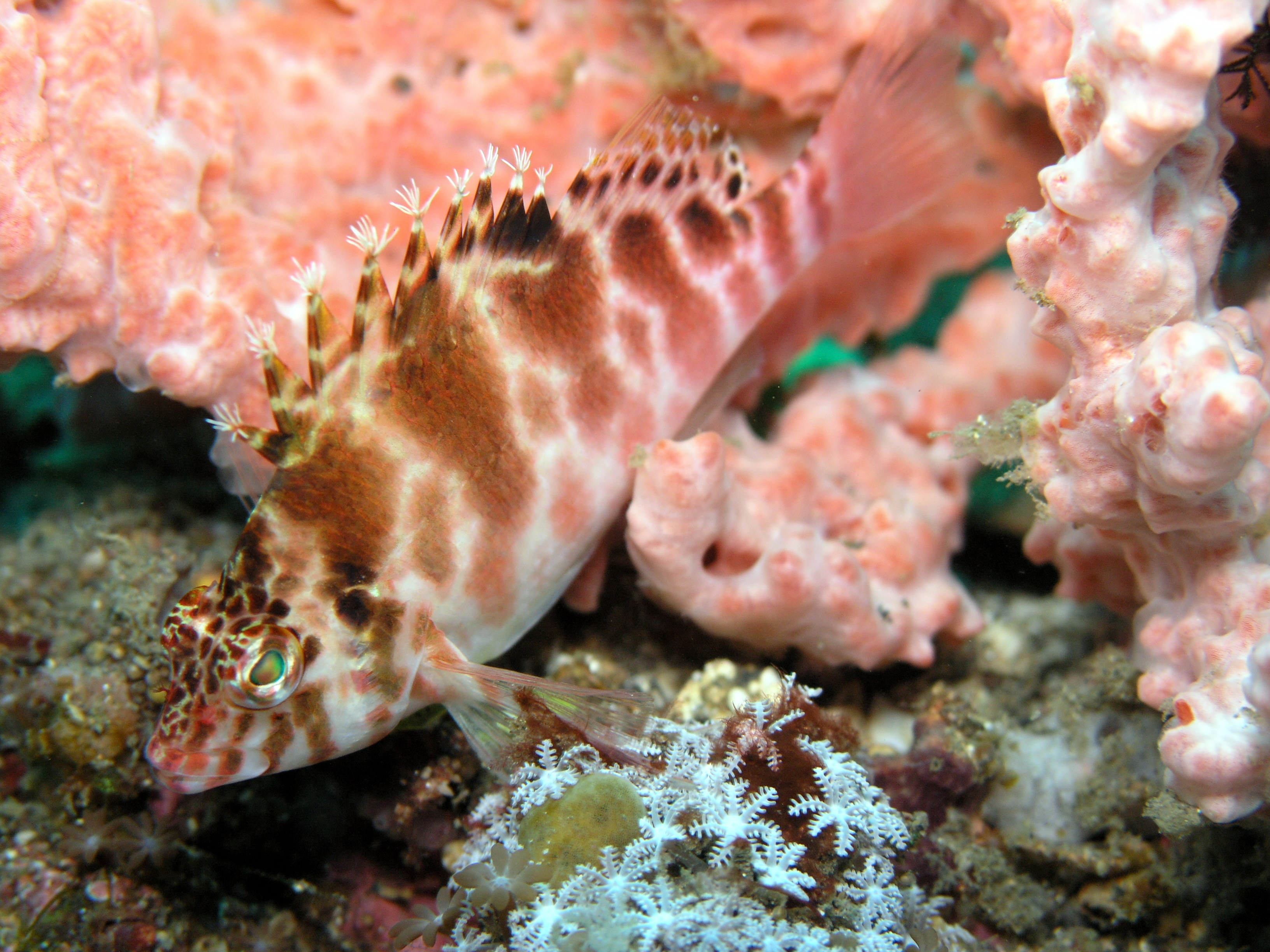
Cirrhitichthys aprinus, 인도네시아 렘베해협